# Público (jornal espanhol)
Público é um periódico digital da Espanha, editado em espanhol e pertencente à Display Connectors, cujo acionista majoritário é Toni Cases. Desde a sua fundação, em setembro de 2007, até fevereiro de 2012, manteve também uma edição em papel. Atualmente só é publicado na Internet.
O diario digital tem sua sede em Madrid e atualmente é feito por uma equipe de aproximadamente 35 pessoas, entre direção, redação e administração.  Em fevereiro de 2012, o jornal empregava 160 pessoas. Desde junho de 2012, a redação é  dirigida por Carlos Enrique Bayo Falcón - anteriormente, redator chefe da seção de Internacional. A diretora geral é Marià de Delàs.
A página web do Publico conta atualmente com mais de 4 milhões de leitores. Em janeiro de 2012, chegou a 5,52 milhões de leitores.